# Amasing
Amasing (Indonesisch: Bukit Amasing) is een groep bestaande uit drie Andesietvulkanen op het Indonesische eiland Batjan in de provincie Noord-Molukken.